# オルレ (曖昧さ回避)
オルレは、次のように使われる。
- オルレ (済州島) - 原義は韓国済州島の大通りに出る前の小道で、広義で済州島にある様々な短距離トレイルを指す。
- 九州オルレ - 九州地方4県（鹿児島、佐賀、熊本、大分）4コースでスタートした九州オルレは現在、7県21コースで展開している。
- 宮城オルレ - 宮城県にできた近距離トレイル。[1]

## 参照項目
- 長距離自然歩道 (環境庁)